# Небо Москвы (фильм)
«Небо Москвы» — советский художественный фильм режиссёра Юлия Райзмана, снятый по одноимённой пьесе Георгия Мдивани. Премьера состоялась 1 июня 1944 года.

## Сюжет
В сентябре 1941 года окончивший лётную школу лейтенант Илья Стрельцов получает назначение в истребительный авиаполк, охраняющий небо Москвы. Он встречает в части медсестру Зою, с которой вырос в одном дворе и в которую давно влюблён. Во время первого тренировочного полёта на «Чайке» лейтенант Стрельцов сбивает немецкий самолёт и получает прозвище «Счастливчик». Стрельцов ревнует командира эскадрильи к медсестре Зое, считает что тот к нему придирается. Целый месяц его не допускают до боевых вылетов. В октябре 1941 года лейтенант Стрельцов совершает свой первый боевой вылет, он сбивает один самолёт и таранит второй. За этот бой ему присваивают звание Героя Советского Союза.
В фильме использовалась музыка из произведений Сергея Рахманинова.

## Съёмки
Павильонные съёмки проходили в Москве, натурные — в Куйбышеве, на запасной взлётно-посадочной площадке одного из заводов. В фильме есть также кадры из только что освобождённого Сталинграда.
Прибывшая в Куйбышев для исполнения главной женской роли Валентина Караваева, прославившаяся в роли Машеньки в одноимённом фильме, по дороге с вокзала в гостиницу попала в серьёзную аварию. Трамвай столкнулся с открытой легковой машиной, в которой ехала актриса. Сниматься Караваева уже не могла — её лицо было изуродовано шрамом.
Режиссёр пригласил на замену Караваевой одарённую студентку ВГИКа Нину Мазаеву. Она срочно прибыла на съёмки из Алма-Аты, где находилась в эвакуации.

## Актёры

### В главных ролях
- Пётр Алейников — лейтенант Илья Стрельцов
- Нина Мазаева — медсестра Зоя
- Николай Боголюбов — подполковник Балашов

### В ролях
- Пётр Соболевский — капитан Гончаров
- Иван Кузнецов — старший лейтенант Щербина
- Евгений Немченко — старший лейтенант Соловьёв
- Николай Шамин — отец Стрельцова
- Александра Сальникова — мать Стрельцова
- Лиза Каплунова — Наташа, сестра Стрельцова
- Фёдор Федотов — Ракитин
- Анатолий Алексеев — лётчик, старший лейтенант
- Евгений Григорьев — лётчик
- Николай Степанов — лётчик

## Съёмочная группа
- Режиссёр: Юлий Райзман.
- Режиссёр комбиниронанных съёмок: Александр Птушко
- Сценаристы: Михаил Блейман, Мануэль Большинцов
- Операторы: Евгений Андриканис, Борис (Абрам-Бер) Арецкий
- Художники: Арнольд Вайсфельд, Николай Суворов
- Консультант: генерал-майор Митенков